# Verilog
Verilog HDL (англ. Verilog Hardware Description Language) — мова опису апаратури (HDL), що використовується для опису та моделювання електронних систем. Verilog HDL не слід плутати з VHDL (конкуруюча мова), найбільш часто використовується у проектуванні, верифікації і реалізації (наприклад, у вигляді НВІС) аналогових, цифрових та змішаних електронних систем на різних рівнях абстракції.
Розробники Verilog зробили його синтаксис дуже схожим на синтаксис мови C, що спрощує його освоєння. Verilog має препроцесор, дуже схожий на препроцесор мови C, і основні керуючі конструкції if, while також подібні однойменним конструкціям мови C. Угоди по форматуванню виведення також дуже схожі (див. printf).
Слід зазначити, що опис апаратури, написаний мовою Verilog (як і іншими HDL-мовами) прийнято називати програмами, але, на відміну від загальноприйнятого поняття програми, як послідовності інструкцій, тут програма представляє множину операторів, які виконуються паралельно і циклічно під керуванням об'єктів, названих сигналами. Кожен такий оператор є моделлю певного елемента реальної функціональної схеми апаратури, а сигнал — аналогом реального логічного сигналу. Так само для мови Verilog не застосовується термін «виконання програми». Фактично, виконання Verilog-програми є моделюванням функціональної схеми, яку вона описує, що виконується спеціальною програмою — Verilog-симулятором.

## Огляд
Розробники мови Verilog хотіли створити її за синтаксисом подібною до мови програмування C, яка уже широко використовувалася при розробці програмного забезпеченні. Як і C, Verilog чутливий до регістру і має базовий препроцесор (хоча не такий складний як у ANSI C/C++). Його ключові слова для керування потоком (такі як if/else, for, while, case, та інші) є еквівалентними, а Черговість операцій сумісна із C. До синтаксичних відмінностей відносяться: необхідність вказувати ширину в бітах при декларації змінних, демаркація процедурних блоків (Verilog використовує ключові слова begin/end замість фігурних дужок {}), і багато інших не значних відмінностей. Verilog вимагає, щоб усім змінним визначався розмір. В C ці розміри визначаються 'типом' змінної (наприклад, цілий тип може мати розмір в 8 біт).
Структура програми на Verilog складається із ієрархії модулів. Модулі інкапсулюють ієрархію дизайну, і комунікують з іншими модулями через множину оголошених входів, виходів і двонаправлених портів.
Існує підмножина інструкцій мови Verilog, придатна для синтезу. Модулі, які написані в межах цієї підмножини, називають RTL (англ. register transfer level — рівень регістрових передач). Вони можуть бути фізично реалізовані з використанням САПР синтезу. САПР за певними алгоритмами перетворить абстрактний вихідний Verilog-код на перелік зв'язків (англ. netlist) — логічно еквівалентний опис, що складається з елементарних логічних примітивів (наприклад, елементи AND, OR, NOT та тригери), які доступні у вибраній технології виробництва НВІС або програмування БМК чи ПЛІС. Подальша обробка переліку зв'язків в кінцевому підсумку породжує фотошаблони для літографії або прошивку для FPGA.

## Створення
Verilog створили Phil Moorby і Prabhu Goel взимку 1983–1984 років у фірмі Automated Integrated Design Systems (з 1985 року Gateway Design Automation) як мову моделювання апаратури. У 1990 році Gateway Design Automation була куплена Cadence Design Systems. Компанія Cadence має права на логічні симулятори Gateway's Verilog і Verilog-XL simulator.

## Типи даних
У Verilog  існує дві основних групи типів даних: net та variable. Обидві групи відрізняються способами призначення та зберігнная значення. Також ці групи представляють різні структури під час синтезу. Екземпляри об'єктів обох груп під час моделювання Verilog опису можуть приймати 4 значення:
- 0.
- 1.
- x - невідоме значення. Дане значення використовується лише під час моделювання. Під час роботи реальної апаратури завжди буде "0" або "1".
- z - стан високого імпендансу, тобто відсутність сигналу. Прикладом використання даного значення є опис тристабільних буферів.

#### Декларація net об'єктів
Тип даних net буду представляти фізичні з'єднання між блоками дизайну, наприклад, логічними вентилями. Об'єкти даного типу не будуть зберігати значення (окрім тристабільних буферів). Значення такого об'єкту буде визначатися значеннями його драйверів. Якщо до net об'єкту не приєднано драйверів, то він матиме значення високого імпендансу (z).
```
wire
 
w1
;
 
// 1-бітовий сигнал

wire
[
31
:
0
]
 
bus
;
 
// 32-бітова шина

```

#### Декларація змінних
Змінні являються абстракцією елементу для зберігання даних. Змінна має зберігати значення від одного присвоєння до іншого. Конструкція просвоєння діє як тригер, який збуджує зміну значення в елементі збереження даних. Початковим значення для типів reg, time та integer є невідоме значення — x. Початковим значення для типів real та realtime є значення - 0.0
```
reg
 
[
7
:
0
]
 
bus
;
 
// декларація 8-бітної шини

reg
 
[
31
:
0
]
 
memory
[
0
:
1023
];
 
// 1024 слова пам`яті, кожне слово складається з 32 бітів.

```

## Поведінкова модель
Існує декілька способів задання Verilog процесів.

### initial
Конструкція initial використовується для задання певного блоку коду, що буде виконано рівно один раз. Варто зазначити, що дана конструкція не належить до синтезованої підмножини мови. Типовим використанням initial конструкції є ініціалізація певних змінних під час початку моделювання. Нижче наведено приклад генерації синхросигналу c періодом period у тестовому модулі.
```
module
 
testbench
();

    
initial

    	
begin
	

    		
clk
 
=
 
1
'b0
;
  

    		
forever
 
#(
period
/
2
)
 
clk
 
=
 
~
clk
;

    	
end

endmodule

```

### always
Конструкція always представляє собою блок коду, який повторно виконується під час моделювання. always складається з двох частин - списку чутливості та блоку операторів. Список чутливості представляє собою набір певних сигналів або виразів. Зміна значення будь-якого елементу зі списку чутливості ініцією виконання блоку операторів конструкції. Декілька always-блоків виконуються паралельно. У наступному прикладі наведено спосіб використання даної конструкції для реалізації функції бітове АБО. Кожен раз, коли сигнал A чи B отримують нове значення вираховується значення сигналу C.
```
always
 
@
 
(
 
A
 
or
 
B
 
)
 
begin

    
C
 
=
 
A
 
&
 
B
 
;

end

```

## Приклад
Програма Hello world! на мові Verilog (не синтезується):
```
module
 
main
;

  
initial

    
begin

      
$display
(
"Hello world!"
);

      
$finish
;

    
end

endmodule

```

Два простих послідовно з'єднаних тригери:
```
module
 
toplevel
(
clock
,
reset
);

  
input
 
clock
;

  
input
 
reset
;

  
reg
 
flop1
;

  
reg
 
flop2
;

  
always
 
@
 
(
posedge
 
reset
 
or
 
posedge
 
clock
)

    
if
 
(
reset
)

      
begin

        
flop1
 
<=
 
0
;

        
flop2
 
<=
 
1
;

      
end

    
else

      
begin

        
flop1
 
<=
 
flop2
;

        
flop2
 
<=
 
flop1
;

      
end

endmodule

```

Нижче наведено опис дискретного автомата для керування світлофором. Для реалізації затримок під час роботи світлофору використовується модель затримок. Затримка в кожній вершині темпороального графу реалізується за допомогою петель, умовою для яких є підрахунок числа тактів. Затримка реалізується за допомогою зациклювання у стані. Зациклювання відбувається доки лічильник тактів не досягне значення затримки. 
```
module
 
fsm
(
input
 
clk
,
 
reset
,
 
st
,
 
onn
,
 
output
 
R
,
 
Y
,
 
G
);

	

  	
localparam
 
[
2
:
0
]

      
a1
 
=
 
3
'b000
,

      
a2
 
=
 
3
'b001
,

      
a3
 
=
 
3
'b010
,

      
a4
 
=
 
3
'b011
,
 

      
a5
 
=
 
3
'b100
;

  

  	
reg
 
[
2
:
0
]
 
state
,
 
nextState
;

	
reg
 
[
2
:
0
]
 
count
,
 
count1
;

	

	
localparam
 
T1
 
=
 
3
'b010
;

	
localparam
 
T2
 
=
 
3
'b101
;

	

	

	
always
@(
posedge
(
clk
))

		
begin

			

			
if
(
reset
)
 
begin

					
state
 
=
 
a1
;

					
count
 
=
 
3
'b000
;

				
end

			
else
 

				
begin

					
state
 
=
 
nextState
;

					
count
 
=
 
count1
;

					

				
end

			

		
end
	

	

	
always_comb
 

	
begin

		
case
(
state
)

			

			
a1:
 
begin

					
if
(
count
 
<
 
T1
 
-
 
1
)
 
begin

							
nextState
 
=
 
a1
;

							
count1
 
=
 
count1
 
+
 
1
'b1
;

						
end
						

					
else
 
if
(
onn
)
 
begin

							
nextState
 
=
 
a2
;

							
count1
 
=
 
3
'b000
;
			

						
end
	

					
else
 

						
begin
				

							
nextState
 
=
 
a1
;

							
count1
 
=
 
3
'b000
;
		

						
end
	

				
end

			

			
a2:
 
begin

					
if
(
count
 
<
 
T1
 
-
 
1
)
 
begin

							
nextState
 
=
 
a2
;

							
count1
 
=
 
count1
 
+
 
1
'b1
;

						
end
						

					
else
 
if
(
!
onn
 
||
 
!
st
)
 
begin

							
nextState
 
=
 
a1
;

							
count1
 
=
 
3
'b000
;
			

						
end
	

					
else
 

						
begin
				

							
nextState
 
=
 
a3
;

							
count1
 
=
 
3
'b000
;
		

						
end
	

				
end
	

			   

			
a3:
 
begin

					
if
(
count
 
<
 
T2
	 
-
 
1
)
 
begin

							
nextState
 
=
 
a3
;

							
count1
 
=
 
count1
 
+
 
1
'b1
;

						
end
						

					
else
 
if
(
!
onn
 
||
 
!
st
)
 
begin

							
nextState
 
=
 
a1
;

							
count1
 
=
 
3
'b000
;
			

						
end
	

					
else
 

						
begin
				

							
nextState
 
=
 
a4
;

							
count1
 
=
 
3
'b000
;
		

						
end
	

				
end
		

			

			
a4:
 
begin

					
if
(
count
 
<
 
T1
 
-
 
1
)
 
begin

							
nextState
 
=
 
a4
;

							
count1
 
=
 
count1
 
+
 
1
'b1
;

						
end
						

					
else
 
if
(
!
onn
 
||
 
!
st
)
 
begin

							
nextState
 
=
 
a1
;

							
count1
 
=
 
3
'b000
;
			

						
end
	

					
else
 

						
begin
				

							
nextState
 
=
 
a5
;

							
count1
 
=
 
3
'b000
;
		

						
end
	

				
end
		

			

			
a5:
 
begin

					
if
(
count
 
<
 
T2
 
-
 
1
)
 
begin

							
nextState
 
=
 
a5
;

							
count1
 
=
 
count1
 
+
 
1
'b1
;

						
end
						

					
else
 
if
(
!
onn
 
||
 
!
st
)
 
begin

							
nextState
 
=
 
a1
;

							
count1
 
=
 
3
'b000
;
			

						
end
	

					
else
 

						
begin
				

							
nextState
 
=
 
a2
;

							
count1
 
=
 
3
'b000
;
		

						
end
	

				
end
		

				

			
default
:

				
nextState
 
=
 
a1
;

			

		
endcase
	

		

	
end

```

## Оператори
Мова програмування Verilog підтримує наступні оператори:
| Тип операторів       | Символ   | Операція                                 |
| -------------------- | -------- | ---------------------------------------- |
| Побітові             | ~        | Побітова інверсія                        |
| Побітові             | &        | Побітова AND                             |
| Побітові             | \|       | Побітова OR                              |
| Побітові             | ^        | Побітова XOR                             |
| Побітові             | ~^ or ^~ | Побітова XNOR                            |
| Логічні              | !        | NOT                                      |
| Логічні              | &&       | AND                                      |
| Логічні              | \|\|     | OR                                       |
| Редукція (Reduction) | &        | Reduction AND                            |
| Редукція (Reduction) | ~&       | Reduction NAND                           |
| Редукція (Reduction) | \|       | Reduction OR                             |
| Редукція (Reduction) | ~\|      | Reduction NOR                            |
| Редукція (Reduction) | ^        | Reduction XOR                            |
| Редукція (Reduction) | ~^ or ^~ | Reduction XNOR                           |
| Арифметичні          | +        | Додавання                                |
| Арифметичні          | -        | Віднімання                               |
| Арифметичні          | -        | доповнення до 2                          |
| Арифметичні          | *        | Множення                                 |
| Арифметичні          | /        | Ділення                                  |
| Арифметичні          | **       | Піднесення до степеня (*Verilog-2001)    |
| Відносні             | >        | Більше                                   |
| Відносні             | <        | Менше                                    |
| Відносні             | >=       | Більше або дорівнює                      |
| Відносні             | <=       | Менше або дорівнює                       |
| Відносні             | ==       | Логічна рівність                         |
| Відносні             | !=       | Логічна нерівність                       |
| Відносні             | ===      | 4-state логічна рівність                 |
| Відносні             | !==      | 4-state логічна нерівність               |
| Зсув                 | >>       | Логічний зсув вправо]]                   |
| Зсув                 | <<       | Логічний зсув вліво                      |
| Зсув                 | >>>      | Арифметичний зсув вправо (*Verilog-2001) |
| Зсув                 | <<<      | Арифметичний зсув вліво (*Verilog-2001)  |
| Конкатенація         | {, }     | Конкатенація                             |
| Реплікація           | {n{m}}   | Реплікація значення m n разів            |
| Умовні               | ? :      | Умова                                    |